# Santa Maria de l'Esperança
Santa Maria de l'Esperança és una església a la Batllòria Sant Celoni, Vallès Oriental). Santa Maria de l'Esperança, nasqué a mitjans de segle xv, com a fracció de Montnegre. Era una senzilla capella depenent sempre, fins a l'any 1867 de Sant Martí de Montnegre. A partir del 1452 a instàncies del bisbe Jaume Giralt, es bastí l'església. Aquest hi volia fer un hospital per a pobres pelegrins. Va estar refeta al segle xvii.
És un edifici d'una sola nau, dividit en dos trams i el presbiteri, amb dues petites capelles obertes a la nau per arcs de mig punt, sostingudes per mènsules, lleugerament decorades amb motius geomètrics. La volta del presbiteri presenta arcs radials, les altres voltes tenen forma de creu a quatre vessants. Té una portada de mig punt, amb una arcada seguida, moderna, emmarquen l'arc i les dues llindes. El campanar massís amb torre de tres cossos i merlets.